# 凤凰塔 (潮州市)
凤凰塔，得名于与隔江的凤凰台相衬，俗称涸溪塔，位于中国广东省潮州市湘桥区涸溪村，韩江大桥东侧。始建于明万历十三年（1585年）。

## 历史

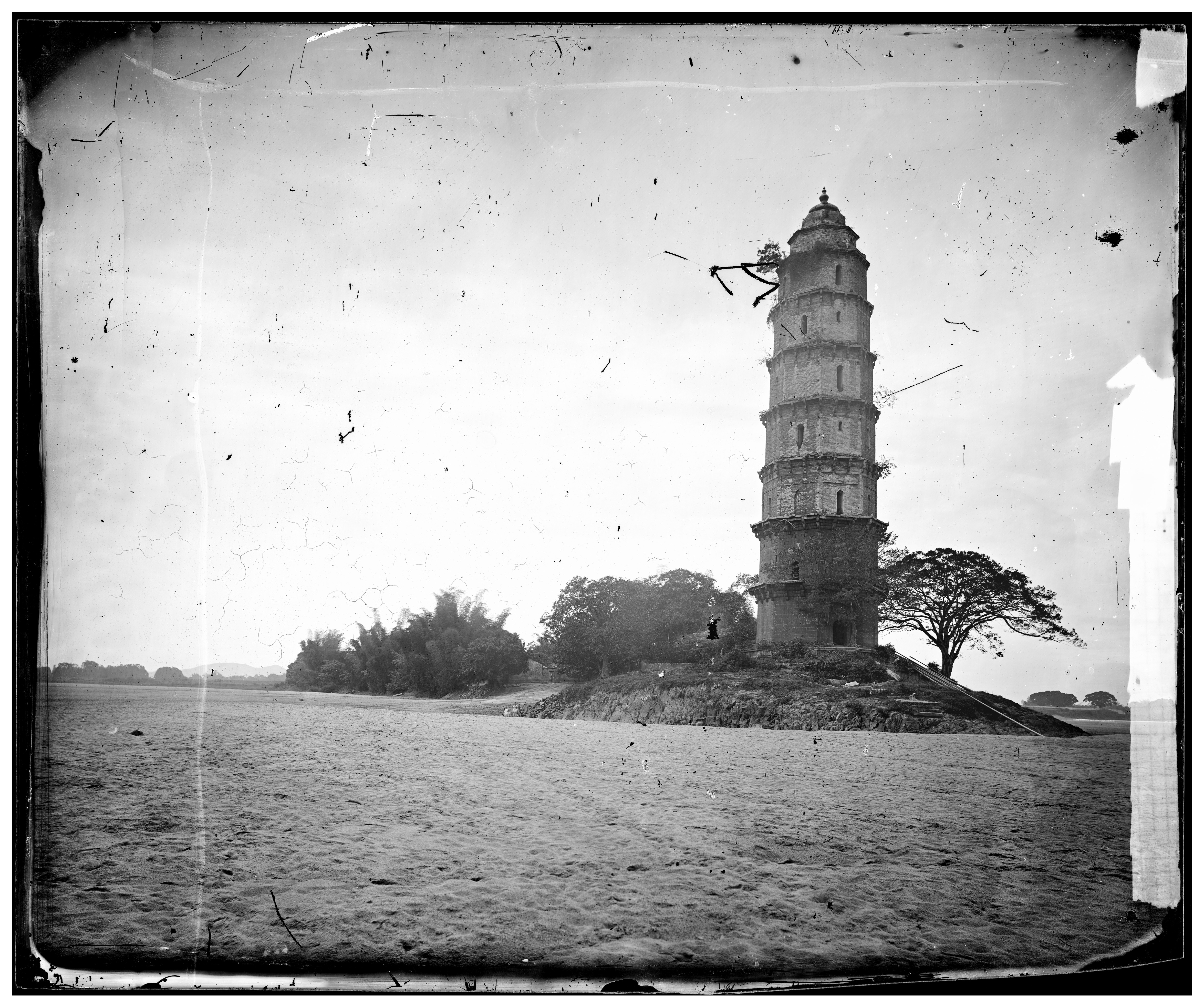
1870年的凤凰塔

明万历十三年（1585年），时知府郭子章倡建，清康熙三十年（1691年）进行大修。最近一次大修是在1990年。

## 结构
凤凰塔坐东南朝西北，高九层（初为七层）47.72米，为平面八角型楼阁式砖石塔。塔基须弥座及一、二层集中了该塔的主要装修艺术，刻有龙、凤、鹤、马、羊、鱼等祥禽瑞兽和奇花异草及力士等石刻浮雕图案
。另外一、二层为整齐条石砌筑，用丁头拱逐层承石梁挑出塔檐。三层以上为青砖构筑。二层到五层每面错开四门，六、七层只开三门，而塔刹为空心青铜葫芦。

## 文墨
塔门匾额“凤凰塔”以及柱联“玉柱擎天凤起丹山标七级，金轮着地龙蟠赤海镇三阳”为郭子章所书写，二层有石匾“万代瞻依”。